# Silvia Wadhwa
Silvia Wadhwa, geb. Müller (* 10. Juni 1959 in Hagen) ist eine deutsche Journalistin und Börsenanalystin.
Von 1969 bis 1978 besuchte sie das Ricarda-Huch-Gymnasium in Hagen.
Wadhwa berichtet seit 1998 für CNBC Europe von der Frankfurter Börse. Außerdem präsentierte sie gemeinsam mit Simon Hobbs die Sendung Europe Tonight. Davor arbeitete sie für die Nachrichtenagentur Reuters und das Handelsblatt. 
Durch Senderkooperationen u. a mit MSNBC war sie zum Beispiel auch auf N24 bei der Live-Schaltung an die New Yorker Wall Street zu sehen. 